# Phyteuma humile
ll raponzolo del Carestia (nome scientifico Phyteuma humile Schleich., 1810) è una pianta erbacea perenne appartenente alla famiglia delle Campanulaceae.

## Etimologia
Il nome generico (Phyteuma), utilizzato per la prima volta da Dioscoride (Anazarbe, 40 circa – 90 circa) medico, botanico e farmacista greco antico che esercitò a Roma ai tempi dell'imperatore Nerone, deriva dalla parola greca "phyto" (= pianta) e significa: "ciò che è piantato", mentre L'epiteto specifico (humile)  deriva dal latino "humilis" e significa "di bassa crescita, in prossimità del suolo".

Il binomio scientifico della pianta di questa voce è stato proposto dal botanico tedesco Johann Christoph Schleicher (1768-1834) nella pubblicazione ""Le Guide du Botaniste qui voyage dans le Valais: avec un catalogue des plantes de ce pays et de ses environs, auquel on a joint les lieux de naissance et l'époque de la fleuraison pour chaque espèce. Lausanne - 84. 1810" del 1810. Il nome comune "raponzolo del Carestia" è stato dato in ricordo di G.A. Carestia (1769 - 1833), medico e botanico a Novara.

## Descrizione

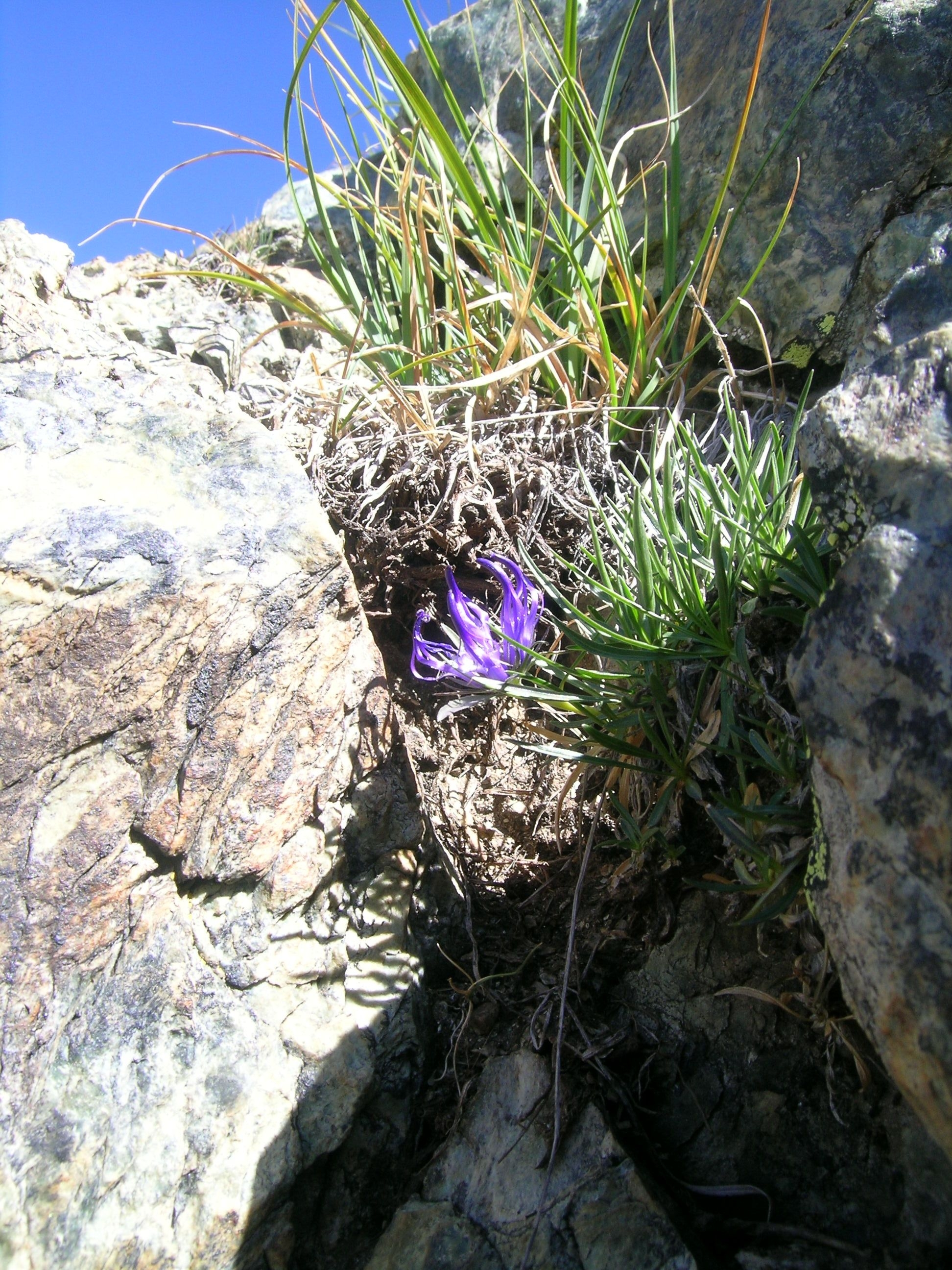
Habitat e habitus

Queste piante arrivano al massimo ad una altezza di 5 – 13 cm. La forma biologica è emicriptofita scaposa (H scap), ossia in generale sono piante erbacee, a ciclo biologico perenne, con gemme svernanti al livello del suolo e protette dalla lettiera o dalla neve e sono dotate di un asse fiorale eretto e spesso privo di foglie. Gli scapi sono semplici e indivisi. Queste piante contengono lattice.

### Radici
Le radici sono secondarie da rizoma.

### Fusto
- Parte ipogea: la parte sotterranea è un rizoma.
- Parte epigea: la parte aerea del fusto è eretta e indivisa.

### Foglie

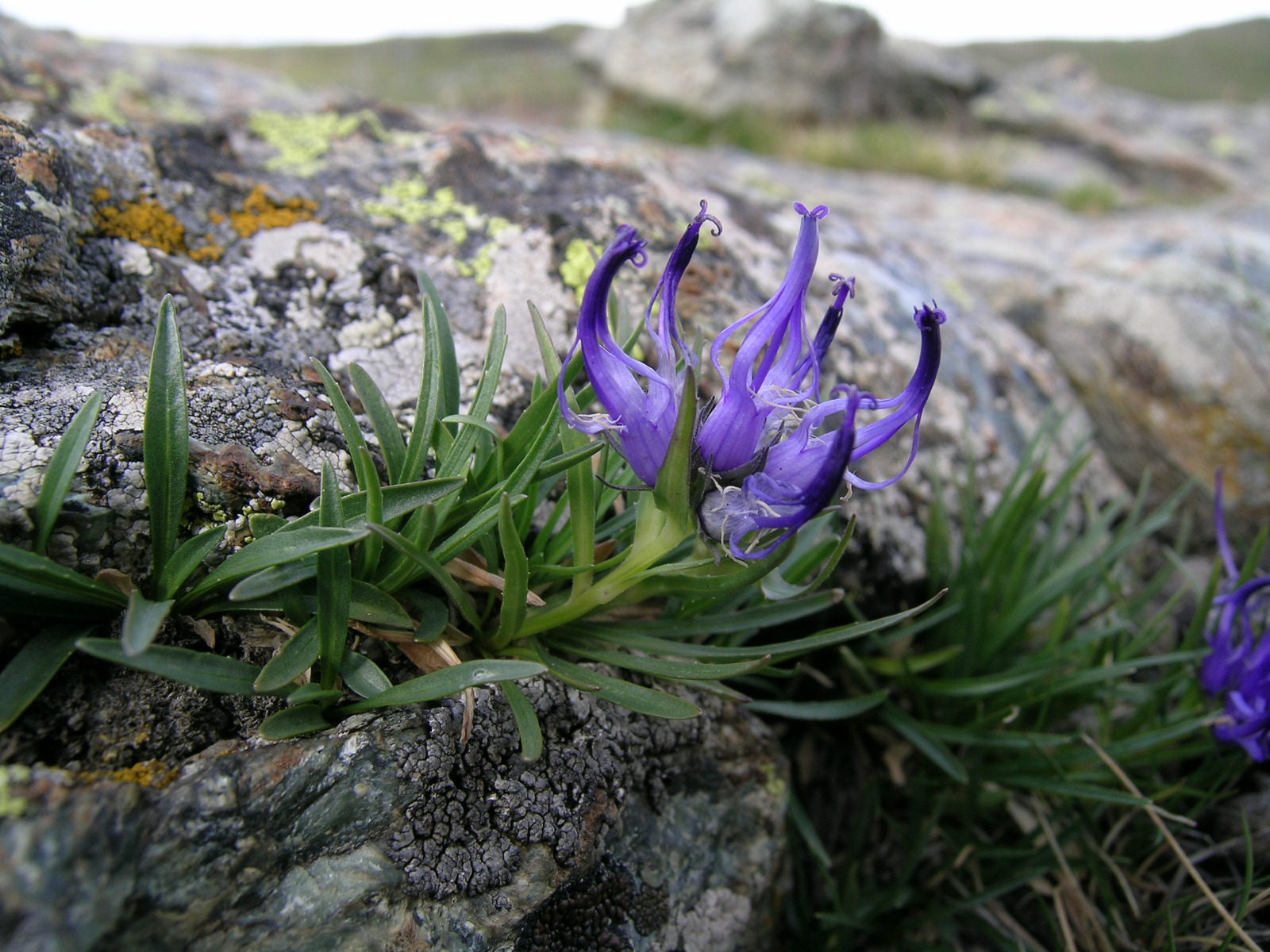
Le foglie

Le foglie basali sono numerose e hanno forme lineari allungate (sono lunghe quanto lo scapo) con apice leggermente allargato, alla base sono progressivamente ristrette e terminano senza un picciolo ben differenziato, sono inoltre (sempre alla base) acutamente dentate; quelle cauline sono più ridotte (generalmente è presente una sola foglia caulina). Dimensione delle foglie basali: larghezza 1 mm; lunghezza 40 – 60 mm. Dimensione delle foglie cauline: larghezza 1 mm; lunghezza 20 mm.

### Infiorescenza
Le infiorescenze sono formate da diversi fiori raccolti in un capolino più o meno sferico. L'infiorescenza è sottesa da diverse brattee (5 - 8) con forme triangolari-acuminate (in lunghezza superano il capolino); in generale la forma delle brattee consiste in una porzione basale allargata e dentata ed una lunga punta lineare dentata. Diametro del capolino: 1,5 – 3 cm. Dimensioni delle brattee maggiori: larghezza 2 – 5 mm; lunghezza 10 – 45 mm.

### Fiore
I fiori sono tetra-ciclici, ossia sono presenti 4 verticilli: calice – corolla – androceo – gineceo (in questo caso il perianzio è ben distinto tra calice e corolla) e pentameri (ogni verticillo ha 5 elementi). I fiori sono gamopetali (i petali sono riuniti all'apice), ermafroditi e attinomorfi.
- Formula fiorale: per questa pianta viene indicata la seguente formula fiorale:

K (5), C (5), A (5), G (2-5), infero, capsula
- Calice: il calice è un tubo campanulato, saldato all'ovario.
- Corolla: la corolla è incurvata e colorata di violetto, ed è lunga circa 10 mm.
- Androceo: gli stami sono 5 con antere libere (ossia saldate solamente alla base) e filamenti sottili ma membranosi (pelosi) alla base. La deiscenza delle antere è longitudinale. Il polline è 4-porato e spinuloso (esina irta di punti). Gli stami sporgono dalle aperture laterali della corolla.
- Gineceo: lo stilo è unico con 3 stigmi.  L'ovario è infero, 2-3-loculare con placentazione assile (centrale), formato da 3 carpelli (ovario sincarpico). Lo stilo, sporgente dalla corolla, possiede dei peli per raccogliere il polline. Le superfici stigmatiche sono posizionate sulla faccia superiore degli stigmi.
- Fioritura: da luglio ad agosto.

### Frutti
I frutti sono delle capsule poricide 3-loculari; la deiscenza avviene tramite 2 - 3 pori situati nella parte laterale. I semi sono molto numerosi, minuti e lisci

## Riproduzione
- Impollinazione: l'impollinazione avviene tramite insetti (impollinazione entomogama con api e farfalle anche notturne). In queste piante è presente un particolare meccanismo a "pistone": le antere formano un tubo nel quale viene rilasciato il polline raccolto successivamente dai peli dallo stilo che nel frattempo si accresce e porta il polline verso l'esterno.[9]
- Riproduzione: la fecondazione avviene fondamentalmente tramite l'impollinazione dei fiori (vedi sopra).
- Dispersione: i semi cadendo a terra (dopo essere stati trasportati per alcuni metri dal vento, essendo molto minuti e leggeri – disseminazione anemocora) sono successivamente dispersi soprattutto da insetti tipo formiche (disseminazione mirmecoria).

## Distribuzione e habitat

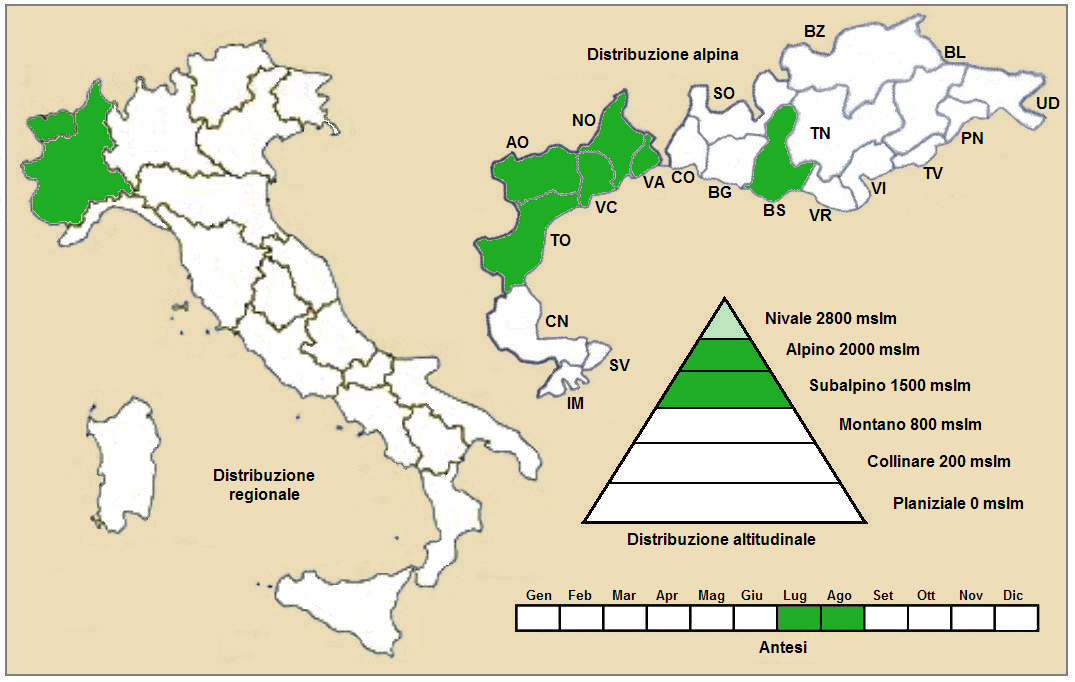
Distribuzione della pianta
(Distribuzione regionale – Distribuzione alpina)

- Geoelemento: il tipo corologico (area di origine) è Subendemico o anche Ovest - Alpico.
- Distribuzione: in Italia si trova raramente nelle Alpi Occidentali. Fuori dall'Italia, sempre nelle Alpi, questa specie si trova in Svizzera (cantone Vallese).[12]
- Habitat: l'habitat tipico per questa pianta sono le rupi granitiche soleggiate. Il substrato preferito è siliceo con pH acido, bassi valori nutrizionali del terreno che deve essere umido.[12]
- Distribuzione altitudinale: sui rilievi queste piante si possono trovare da 2000 fino a 2600 m s.l.m. (massimo 3618 m s.l.m.); frequentano quindi i seguenti piani vegetazionali: subalpino, alpino e in parte quello nivale.

### Fitosociologia
Dal punto di vista fitosociologico Phyteuma humile appartiene alla seguente comunità vegetale:
Formazione: delle comunità delle fessure, delle rupi e dei ghiaioni
Classe: Asplenietea trichomanis
Ordine: Androsacetalia vandellii
Alleanza: Androsacio vandellii
Sotto-alleanza: Androsacenion vandellii

## Tassonomia
La famiglia di appartenenza del Phyteuma humile (Campanulaceae) è relativamente numerosa con 89 generi per oltre 2000 specie (sul territorio italiano si contano una dozzina di generi per un totale di circa 100 specie); comprende erbacee ma anche arbusti, distribuiti in tutto il mondo, ma soprattutto nelle zone temperate. Il genere di questa voce appartiene alla sottofamiglia Campanuloideae (una delle cinque sottofamiglie nella quale è stata suddivisa la famiglia Campanulaceae) e comprende una trentina di specie 16 delle quali sono presenti sul territorio italiano. 

Il Sistema Cronquist assegna il genere Phyteuma alla famiglia delle Campanulaceae e all'ordine delle Campanulales mentre la moderna classificazione APG la colloca nell'ordine delle Asterales (stessa famiglia). Sempre in base alla classificazione APG sono cambiati anche i livelli superiori (vedi tabella all'inizio a destra).

### Sinonimi
Questa entità ha avuto nel tempo diverse nomenclature. L'elenco seguente indica alcuni tra i sinonimi più frequenti:
- Phyteuma carestiae Biroli
- Phyteuma humile var. humillimum  A.DC.
- Phyteuma linearifolium  Biroli ex Colla

### Specie simili
Una specie molto simile è il Phyteuma hemisphaericum L. - Raponzolo alpino. Quest'ultimo si differenzia per la base delle foglie cauline e delle brattee priva di denti acuminati e per il capolino lievemente più piccolo. Inoltre sia le foglie basali che le brattee in genere non superano il capolino.

## Altre notizie
Il raponzolo di Carestia in altre lingue è chiamato nei seguenti modi:
- (DE)  Niedrige Rapunzel
- (FR)  Raiponce naine